# Mi basta solo che sia un amore
Mi basta solo che sia un amore è una raccolta di brani musicali di Mia Martini.
Venne pubblicata nel 1991 dalla Fonit Cetra.

## Il disco
Una raccolta delle sue più belle canzoni d'amore, stilata dalla stessa Mia Martini, con l'inedito Scrupoli, ultimo brano che la vedrà anche autrice.

## Tracce
1. Oltre la collina (Baglioni/Mimms) - 2:11
2. La costruzione di un amore (I. Fossati) - 5:35
3. Che vuoi che sia... se t'ho aspettato tanto (Cassella/Baldan Bembo) - 4:38
4. Se mi sfiori (A. Mango/S. D'Auria/P. Mango) - 3:54
5. Per amarti (B. Lauzi/M. Fabrizio) - 5:22
6. Vola (I. Fossati) - 4:41
7. Stringi di più (E. Gragnaniello) - 2:22
8. Scrupoli (Musy/Thomas/Miamartini/M. Piccoli) - 3:30 (Inedito)
9. Del mio amore (Miamartini) - 2:56
10. E non finisce mica il cielo (I. Fossati) - 4:04
11. Vedrai vedrai (L. Tenco) - 3:49
12. Spaccami il cuore (P. Conte) - 4:02
13. Quante volte (Miamartini/S. Shapiro) - 4:13
14. Un altro Atlantico (M. Piccoli/M. Fabrizio) - 4:49
15. Amanti (L. Albertelli/M. Fabrizio) - 4:14
16. Almeno tu nell'universo (B. Lauzi/M. Fabrizio) - 5:05

## Crediti
- Compilation: Mia Martini per Voice Sound Limited
- Realizzazione: Giovanni Sanjust per Scrupoli
- Produzione: Voice Sound Limited & Promovideo
- Arrangiamento Scrupoli: Renato Serio
- Remastering: Marcello Spiridoni
- Fotografie: Gian Carlo Greguoli
- Grafica: Luciano Tallarini
- Abiti: Giorgio Armani

## Ringraziamenti
Mia Martini ringrazia Francesca e Maurizio Lupoi